# Dipodomys merriami
Dipodomys merriami је врста глодара из породице кенгур-пацова (Heteromyidae).

## Распрострањење
Врста има станиште у Сједињеним Америчким Државама и Мексику.

## Станиште
Станиште врсте су пустиње.

## Угроженост
Ова врста је наведена као последња брига, јер има широко распрострањење и честа је врста.